# Іст-Ітака (Нью-Йорк)
Іст-Ітака (англ. East Ithaca) — переписна місцевість (CDP) в США, в окрузі Томпкінс штату Нью-Йорк. Населення — 3175 осіб (2020).

## Географія
Іст-Ітака розташований за координатами 42°25′34″ пн. ш. 76°27′53″ зх. д. / 42.42611° пн. ш. 76.46472° зх. д. (42.426032, -76.464673).  За даними Бюро перепису населення США в 2010 році переписна місцевість мала площу 4,62 км², з яких 4,49 км² — суходіл та 0,13 км² — водойми.

## Демографія
Згідно з переписом 2010 року, у переписній місцевості мешкала 2231 особа в 1132 домогосподарствах у складі 489 родин. Густота населення становила 483 особи/км².  Було 1226 помешкань (266/км²).
Расовий склад населення:
| - 69,7 % — білих - 20,3 % — азіатів - 4,8 % — чорних або афроамериканців - 0,4 % — корінних американців |

До двох чи більше рас належало 4,1 %. Частка іспаномовних становила 5,0 % від усіх жителів.
За віковим діапазоном населення розподілялося таким чином: 16,4 % — особи молодші 18 років, 72,1 % — особи у віці 18—64 років, 11,5 % — особи у віці 65 років та старші. Медіана віку мешканця становила 31,6 року. На 100 осіб жіночої статі у переписній місцевості припадало 98,3 чоловіків;  на 100 жінок у віці від 18 років та старших — 95,2 чоловіків також старших 18 років.
Середній дохід на одне домашнє господарство  становив 65 932 долари США (медіана — 44 647), а середній дохід на одну сім'ю — 109 707 доларів (медіана — 65 944). За межею бідності перебувало 22,8 % осіб, у тому числі 0,0 % дітей у віці до 18 років та 0,0 % осіб у віці 65 років та старших.
Цивільне працевлаштоване населення становило 1172 особи. Основні галузі зайнятості: освіта, охорона здоров'я та соціальна допомога — 63,0 %, мистецтво, розваги та відпочинок — 13,1 %, науковці, спеціалісти, менеджери — 12,3 %.